# Сухая Ольшанка
Сухая Ольшанка (Сухой Ольшанец) — река в России, протекает по Чернянскому району Белгородской области.
Исток реки находится западнее села Сухая Ольшанка в балке Поповский Лог. Река впадает в реку Ольшанка в селе Кочегуры. Устье реки находится в 21 км по правому берегу реки Ольшанка. Длина реки составляет 11 км, площадь водосборного бассейна — 122 км². На реке находятся населённые пункты Сухая Ольшанка и Проточное. В селе Сухая Ольшанка на реке имеется пруд.

## Данные водного реестра
По данным государственного водного реестра России относится к Донскому бассейновому округу, водохозяйственный участок реки — Оскол ниже Старооскольского гидроузла до границы РФ с Украиной, речной подбассейн реки — Северский Донец (российская часть бассейна). Речной бассейн реки — Дон (российская часть бассейна).
Код объекта в государственном водном реестре — 05010400312107000011899.